# ایدن ترنر
ایدن ترنر (انگلیسی: Aidan Turner؛ زادهٔ ۱۹ ژوئن ۱۹۸۳) یک هنرپیشه اهل ایرلند است. وی از سال ۲۰۰۷ میلادی تاکنون مشغول فعالیت بوده‌است.
از فیلم‌ها یا برنامه‌های تلویزیونی که وی در آن نقش داشته‌است می‌توان به بازی در نقش راس پولدارک در مجموعه تلویزیونی پولدارک و کیلی در سه‌گانه هابیت: هابیت: یک سفر غیرمنتظره، هابیت: برهوت اسماگ، هابیت: نبرد پنج سپاه اشاره کرد. همچنین او در فیلم ابزارهای مرگبار: شهر استخوان‌ها و مینی سریال جنایی سپس هیچ‌کدام باقی نماندند اشاره کرد.

## اوایل زندگی
ترنر پس از اتمام دوره متوسطه، به مدت کوتاهی به عنوان کارآموز تکنسین برق در کنار پدرش کار می‌کرد.

## زندگی شخصی
در نوامبر سال ۲۰۱۵، ترنر و سارا گرین بعد از پنج سال رابطه از هم جدا شدند. ترنر از اکتبر ۲۰۱۶ با نتی ویکفیلد وارد رابطه شد ولی این رابطه پس از ۶ ماه و در ژوئن ۲۰۱۷ به پایان رسید وی در سال ۲۰۲۱ با کیتلین فیتزجرالد در ایتالیا تنها با حضور پدر و مادرش ازدواج کرد.

## جوایز
در سال ۲۰۱۴ ترنر برای بازی در هابیت:تباهی اسماگ برنده جایزه امپایر بهترین بازیگر تازه‌کار مرد شد. هم چنین او برای بازی در نقش راس پولدارک نامزد و برنده جوایز متعددی شده‌است.